# Decathlon
Decathlon (від грец. Δέκαθλο — десятиборство) — французька компанія, що спеціалізується на розробці, виробництві й торгівлі спортивними товарами для понад вісімдесяти видів спорту. Станом на 2018 рік діяло 1414 магазинів у 45 країнах світу. Офіс розташовано у французькому Вільнев-д'Аску, передмісті Лілля. Власники компанії — сім'я Мюлье, що також володіють мережею Auchan. Президент — Матьє Леклерк, головний керівник — Мішель Абаллеа.

## Продукція
Компанії належить торгова марка Decathlon («Декатлон»), а також понад двадцять торгових марок, кожна з яких «відповідає» за конкретний вид спорту:
- Aptonia — харчування та охорона здоров'я
- Artengo — ракетний спорт
- B'Twin — велоспорт
- Caperlan — риболовля
- Domyos — фітнес, тренажерний зал, йога, танці
- Forclaz — трекінг
- Fouganza — верхова їзда
- FLX — крикет
- Geologic — цільові види спорту, такі як стрільба з лука, дартс і петанк
- Geonaute — спортивна електроніка
- Inesis — гольф
- Itiwit — байдарки спорт
- Kalenji — біг
- Kipsta — командні види спорту
- Nabaiji — плавання
- Newfeel — спортивна хода
- Olaian — серфінг та прогулянки на борту
- Orao — окуляри та оптичні аксесуари
- Outshock — бойовий спорт
- Oxelo — роликові ковзани, самокати
- Quechua — походи в гори, кемпінг
- Rockrider — гірські велосипеди
- Simond — альпінізм
- Solognac — полювання
- Subea — дайвінг
- Tarmak — баскетбол
- Triban — шосейний велоспорт
- Tribord — водний спорт
- Wed'Ze — катання на лижах та сноуборді

## Історія
З 2012 року компанія почала співпрацю з виробниками з України. Станом на 2018 рік виробництво товарів компанії розташовано в Закарпатській, Сумській та Чернігівській областях. В Україні виготовляється та експортуються така продукція як: черевики, футбольні рукавиці, бігові лижі та ключки для гри в хокей.
Навесні 2019 року Decathlon запустив в Україні онлайн-магазин одночасно з першим фізичним магазином в Києві на проспекті Степана Бандери, з наміром розширити виробництво продукції в Україні. Відкриття першого в Україні офлайн-магазину Декатлон відбулось 23 березня 2019 року в Києві, він мав площу 2500 м². 2021 року магазин було відкрито також в Одесі в ТРЦ Рів'єра.
2022 року, після початку повномасштабного вторгнення РФ до України, компанія продовжила працювати на території Росії, через що зазнавала суттєвої критики. Врешті, у січні 2023 року було оголошено про плани продати місцевий бізнес і піти з російського ринку.